# Фаянсы Кемпера
Фаянсы Кемпера (фр. La faïence de Quimper) — разновидность керамических, главным образом фаянсовых, изделий, которые производятся по настоящее время недалеко от города Кемпер, в Бретани на северо-западе Франции.

## История
Фаянсовое производство было начато Жаном-Батистом Буске, гончаром из Марселя, в 1699 году и продолжено его потомками. Предприятие было организовано в историческом районе Локмария, недалеко от центра Кемпера. В 1708 году сын Жана-Батиста Пьер Буске (1673—1749) приобрёл в Кемпере дом и построил печь для обжига изделий. Одна из дочерей Пьера, Мари-Жанна, в 1731 году вышла замуж за мастера по изготовлению глиняной посуды Пьера Бельво, который стал директором фабрики по производству фаянса, привнеся с собой технологии изделий знаменитого руанского фаянса.

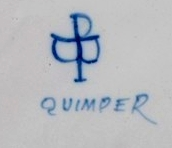
Марка фаянса Кемпера. 1898—1904

Один из наследников Антуан де ла Юбодьер (1744—1794) оставил своё имя в названии предприятия: «La Grande Maison HB (Hubaudiere /Bousquet)». Не имея собственной белой глины, подходящей для производства фаянса, устроители импортировали её из Бордо и Руана. Другими компаниями, которые также производили фаянс «Quimper» в конце XVIII века, были «Porquier-Beau» и «Jules Henriot», позже известные как «Henriot Faïenceries», они объединились с «HB» в 1968 году под названием «Societe des Faïenceries de Quimper», но в 1983 году предприятие обанкротилось. Фаянсовая мастерская была вновь открыта в 1984 году американскими супругами Полом и Сарой Янссенс, давними импортерами керамики Кемпера.
Фабрика «Faïencerie d’Art Breton», озданная в 1994 году, также была основана в Кемпере, но за пределами исторического квартала «Locmaria». В этом квартале теперь находится Музей фаянса Кемпера (Musée de la Faïence de Quimper).

## Изделия
Главная особенность керамики Кемпера заключена в следовании народным традициям Бретани. Самый известный образец, который стал типичным для фаянса Кемпера примерно с 1860 года, — это «petit breton» (маленький бретонец), наивное изображение бретонского мужчины и/или женщины в традиционном бретонском костюме. «Рetit breton» стал популярным около 1870 года и до сих пор является основным изделием, покупаемым туристами.
Изделия Кемпера всегда расписываются вручную по сырой эмали с последующим «глазуровочным» обжигом при высокой температуре. В росписи доминируют синий, зелёный, жёлтый, красный и фиолетовый цвета. С 1823 года стали появляться мотивы с изображением галльского петуха, птиц, японских или китайских фигур. На фабриках Кемпера также производили статуэтки бретонских святых, таких как святая Анна из Оре, святой Корентен (первый епископ Кемпера) и святой Ив (епископ Трегье, покровитель юристов). Изготовление религиозных статуэток оставалось важной специализацией «Grande Maison HB» вплоть до конца XIX века.

## Галерея

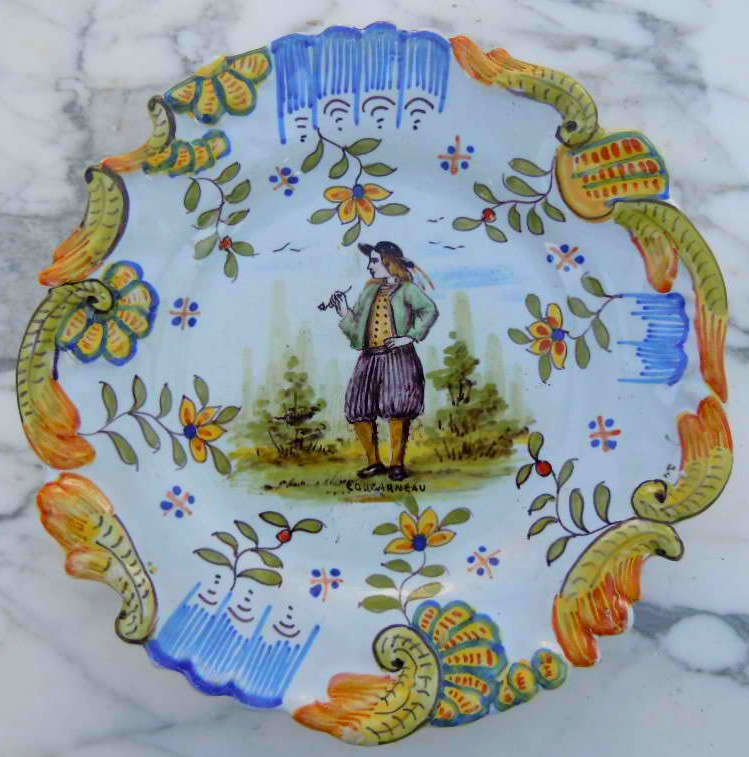
Тарелка с бретонскими мотивами. Мастер Жюль Верленг. XIX в.
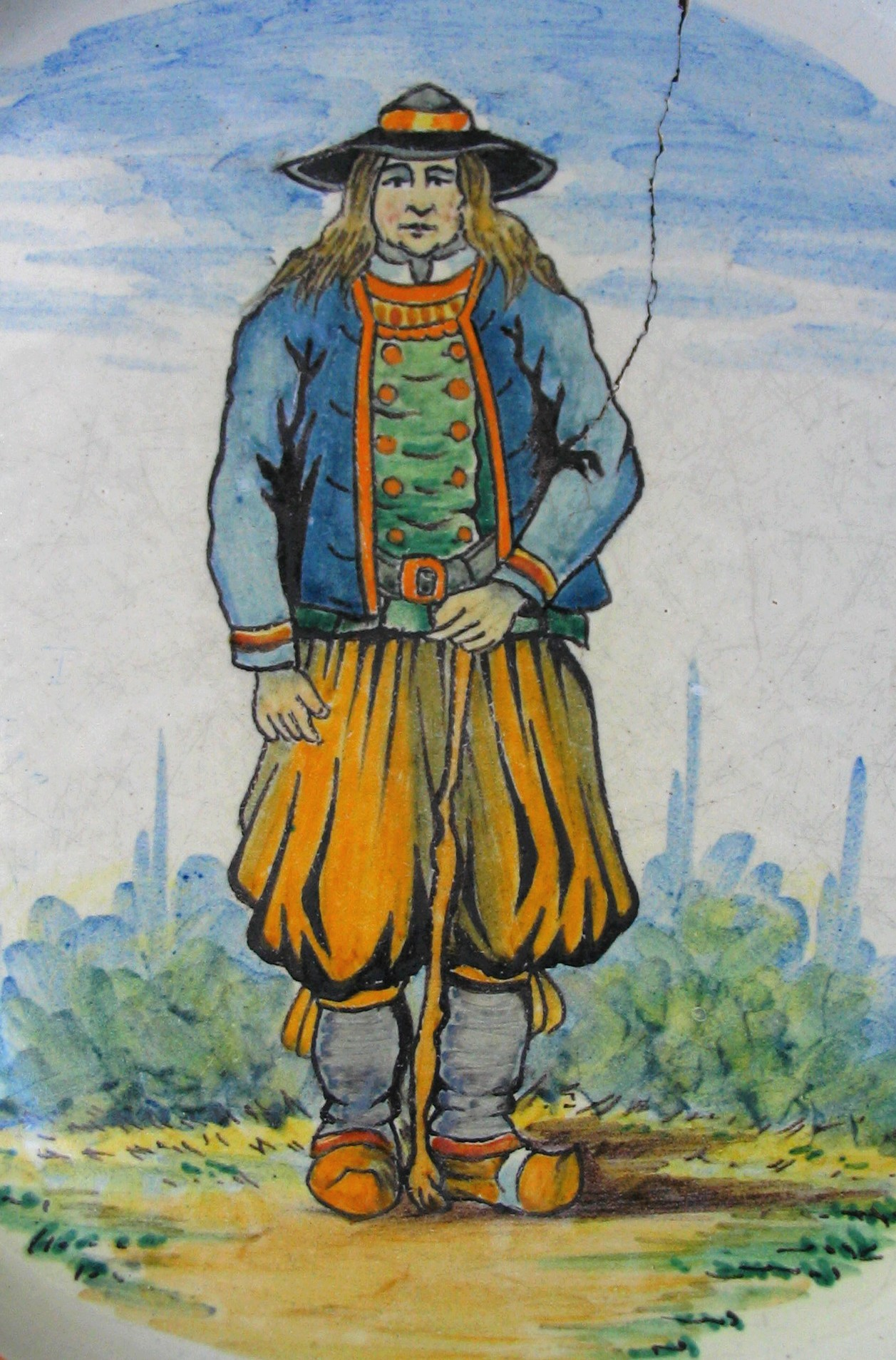
Декор «Petit Breton». Ок. 1910
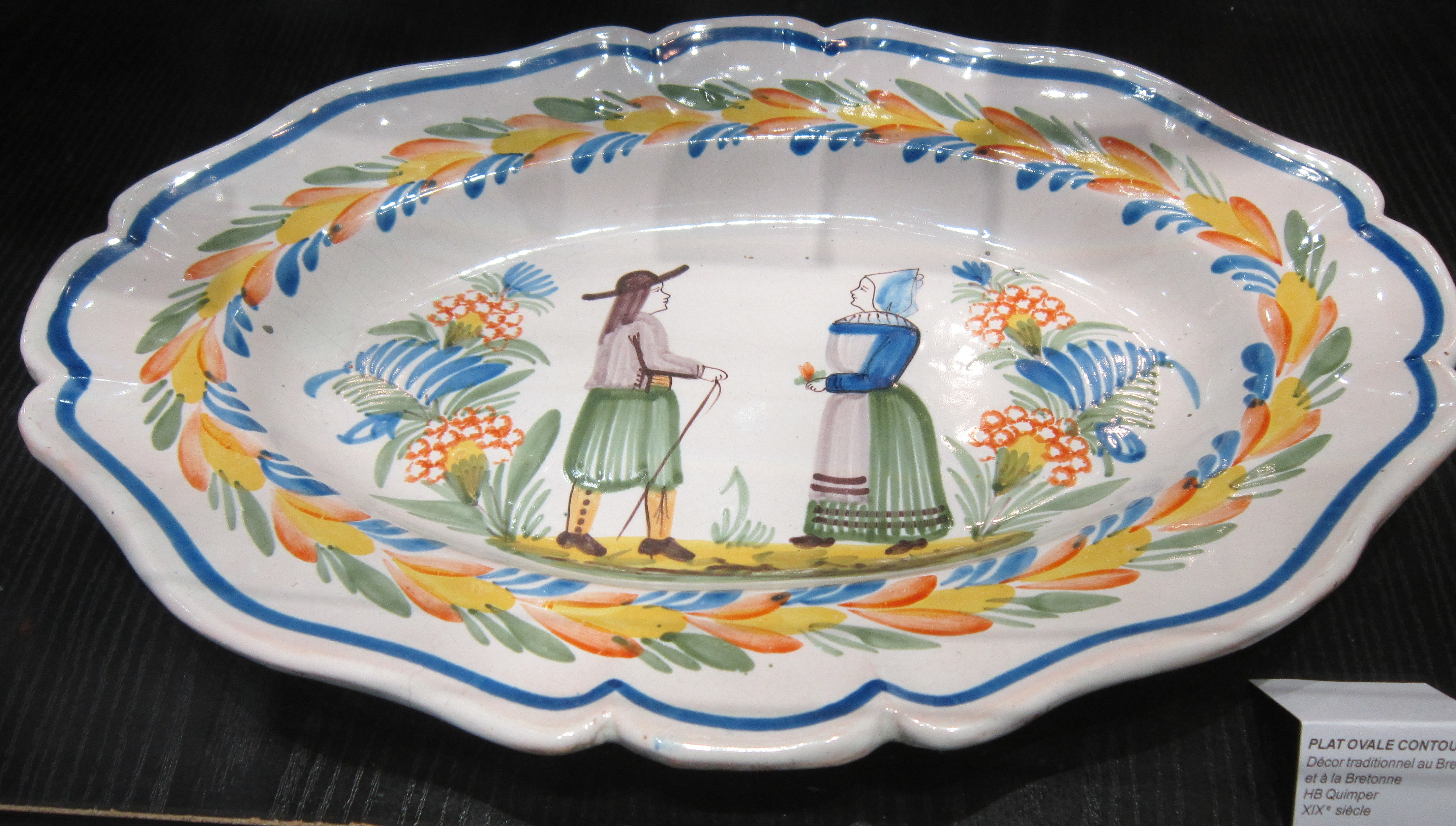
Тарелка. Ок. 1860
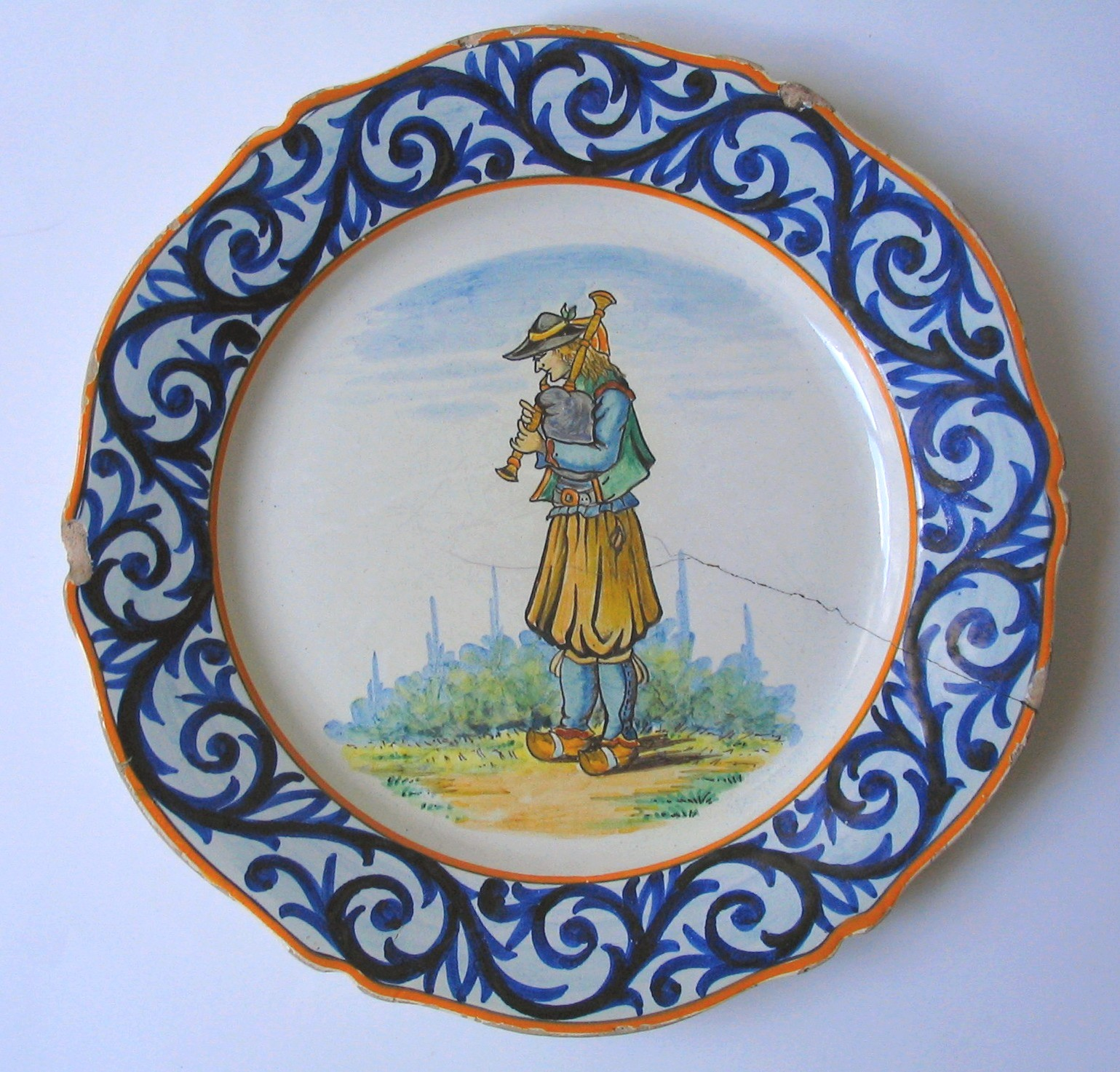
Тарелка с надписью «Petit Breton». Ок. 1910
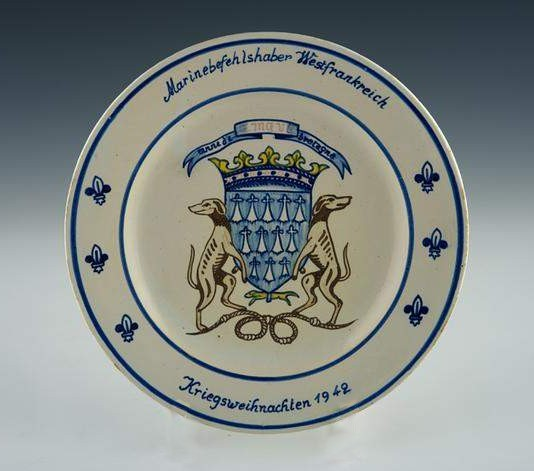
Тарелка с эмблемой германского военного флота. 1942
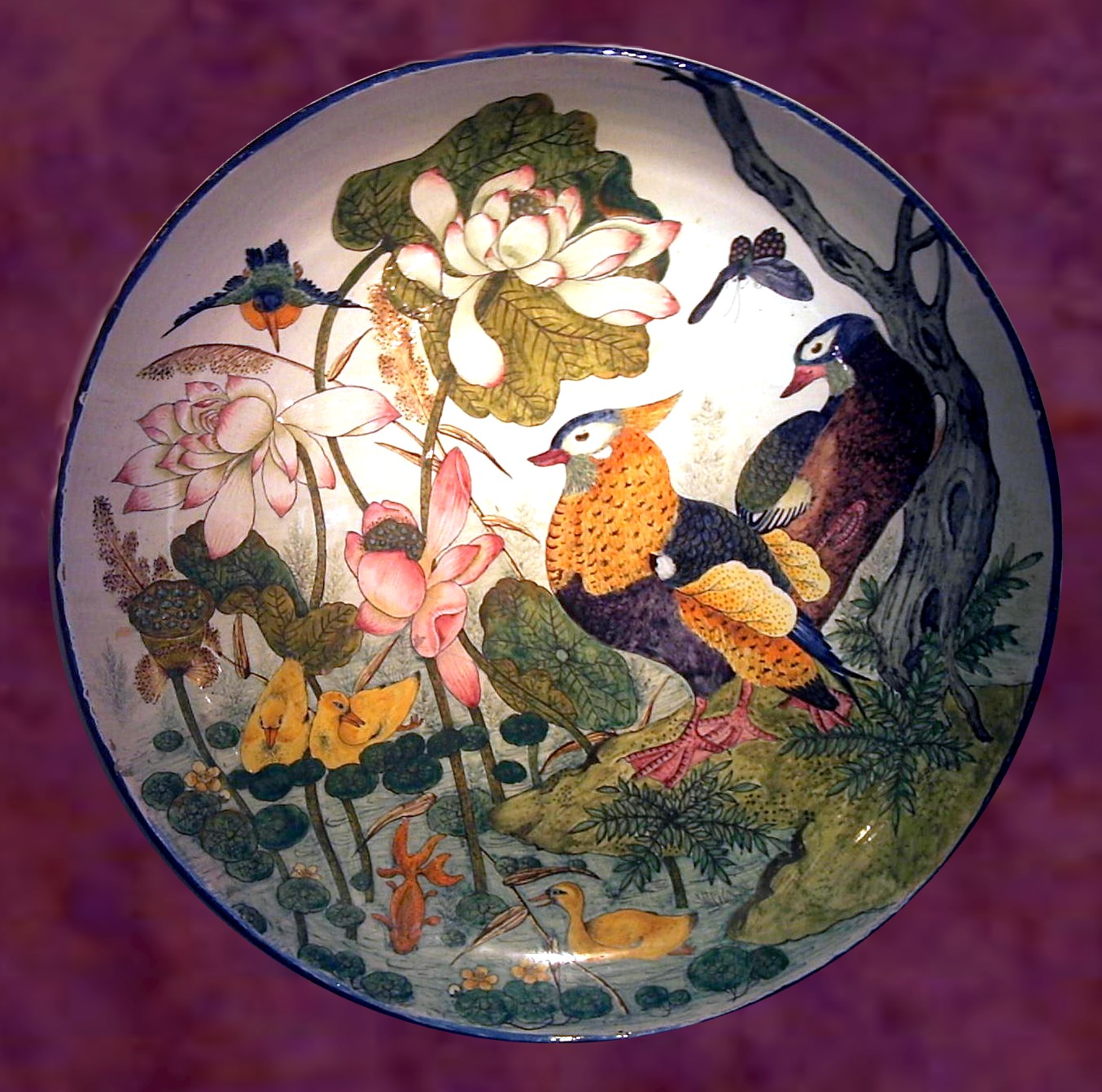
Тарелка с птицами. Ок. 1920
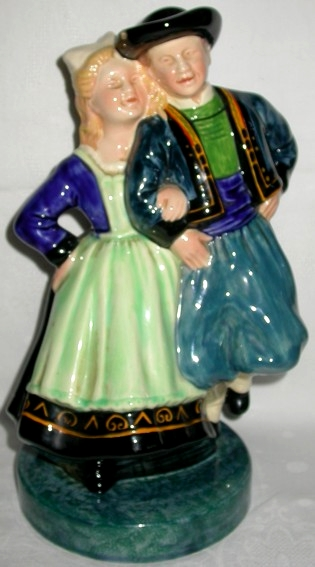
Супружеская пара. Нач. ХХ в.